# Draba haynaldii
Draba haynaldii är en korsblommig växtart som beskrevs av Dionys Rudolf Josef Stur. Draba haynaldii ingår i släktet drabor, och familjen korsblommiga växter. Inga underarter finns listade i Catalogue of Life.